# Международен съюз за чиста и приложна химия
 Тази статия е за организацията.  За номенклатурата вижте Номенклатура на Международния съюз за чиста и приложна химия.  
IUPAC (на английски: International Union of Pure and Applied Chemistry – Международен съюз за чиста и приложна химия) е международна неправителствена организация, подпомагаща прогреса в областта на химията. Състои се от национални организации – участници. Занимава се с разработки и разпространение на стандарти в областта на наименованията на химическите съединения чрез международна комисия по номенклатура и обозначения. Член е на Международния съвет на науките (International Council for Science, ICSU).

## История
IUPAC е създаден през 1919 г. Има седалища в Цюрих, Швейцария и Северна Каролина, САЩ.